# Renato Cesarini
Pour les articles homonymes, voir Cesarini.
Renato Cesarini (né le 11 avril 1906 à Senigallia dans la province d'Ancône en Italie et mort le 24 mars 1969 à Buenos Aires en Argentine, est un joueur professionnel (milieu de terrain ou attaquant) et entraîneur de football italo-argentin (oriundo).

## Biographie
Né à Senigallia (dans le quartier de Castellaro) en 1906 dans les Marches en Italie centrale, sa famille émigre à Buenos Aires en Argentine alors qu'il n'a que quelques mois.

### Joueur
Il commence à jouer dans divers clubs porteños (en particulier le Chacarita Juniors) à l'époque où le championnat d'Argentine était encore amateur. 

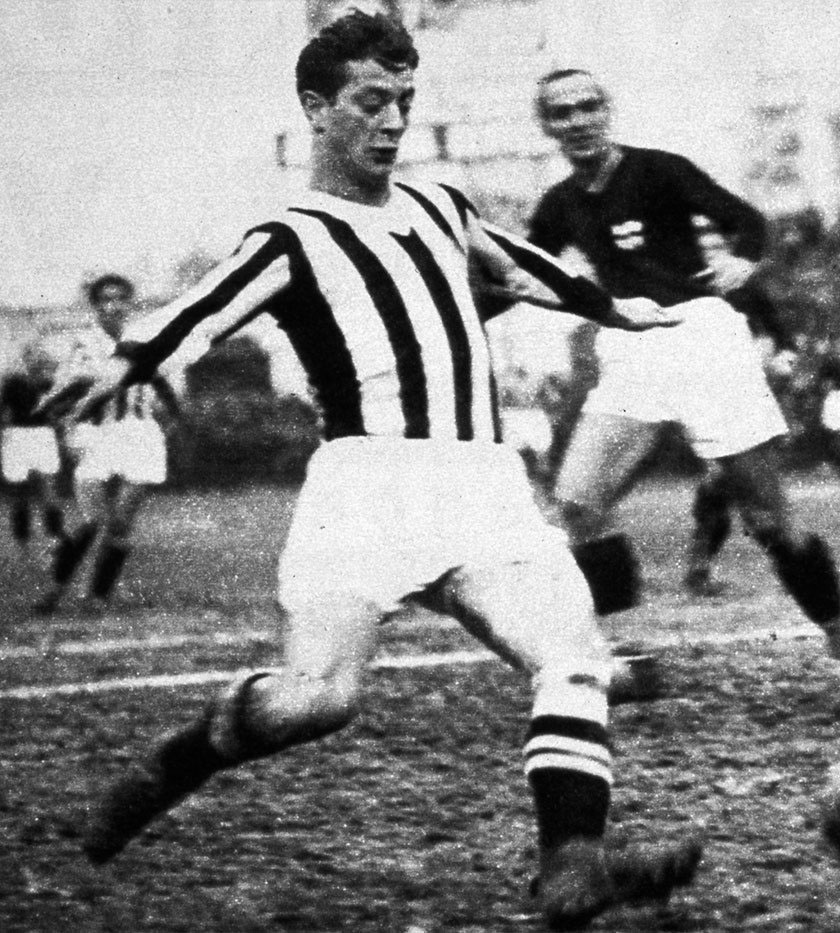
Cesarini en action avec la Juventus des Quinquennat d'or dans le championnat 1933-1934

En 1929, il retourne vivre quelques années en Italie et évolue dans le club piémontais de la Juventus.
Surnommé Cè ou encore Tano, il fait ses débuts en championnat d'Italie contre Napoli le 22 mars 1930 (match nul 2-2).
Il gagne par la suite 4 championnats avec le club turinois (génération appelée le Quinquennat d'or).
Après la professionnalisation du championnat d'Argentine en 1936, il retourne jouer dans un club avec lequel il a déjà joué deux fois, le Chacarita Juniors, puis part la même année dans le grand club de Buenos Aires, la CA River Plate, avec qui il finit sa carrière en 1937.

### Entraîneur
Après sa retraite, il entraîne quelques clubs argentins entre 1940 et 1967 (River Plate, Banfield et Boca Juniors) et lance la carrière du jeune Omar Sivori, mais il est surtout connu pour avoir entraîné la sélection argentine entre 1967 et 1968, ainsi que la Juventus en Italie une première fois entre 1946 et 1948 (dirigeant son premier match sur le banc bianconero le 22 septembre 1946 lors d'une victoires à l'extérieur 3-1 en Serie A sur l'Atalanta), puis entre 1959 et 1960 (il dirige au total 76 matchs sur le banc de la Juve dont 40 succès). Avec les bianconeri, il remporte notamment deux fois la Serie A et une fois la Coppa Italia.

### Postérité
- Une expression italienne porte aujourd'hui son : « Zona Cesarini » (Zone Cesarini), due au fait qu'il marque le but décisif de la victoire à la dernière minute le 13 décembre 1931 lors d'un match amical contre la Hongrie (3-2) au Stadio Filadelfia de Turin. L'expression est toujours d'actualité en Italie lorsqu'un joueur marque le but de la victoire dans les dernières secondes de jeu.

- Un club et une académie de football portent son nom à Buenos Aires en son honneur, créés en 1978 par des membres de l'équipe d'Argentine.

## Palmarès

### Joueur

#### Club
| Juventus - Championnat d'Italie (4) : - Champion : 1931-32, 1932-33, 1933-34 et 1934-35. |  | River Plate - Championnat d'Argentine (2) : - Champion : 1936 et 1937. |

#### Sélection
Italie
- Coupe internationale (1) :
  - Vainqueur : 1933-1935.

### Entraîneur
Juventus
- Championnat d'Italie (2) :
  - Champion : 1959-60 et 1960-61.
  - Vice-champion : 1946-47.

- Coupe d'Italie (1) :
  - Champion : 1959-60.